# 信号传输
SIGTRAN是前互联网任务组(I) 工作组的名称，源自信令传输，该工作组为一系列协议制定了规范，这些协议为信令系统和ISDN通信协议提供可靠的数据报服务和用户层适配。 
SIGTRAN 协议是 SS7 协议系列的扩展，它们支持与 SS7 相同的应用程序和呼叫管理范例。然而，SIGTRAN 协议使用称为流控制传输协议(SCTP) 的互联网协议(IP) 传输 ，而不是 TCP 或 UDP。事实上，SIGTRAN 组定义的最重要的协议是 SCTP，它用于通过 IP 传输PSTN信令。
SIGTRAN 组受到电信工程师的很大影响，他们致力于使用新协议将IP网络适配到PSTN ，特别关注信令应用。 最近，SCTP 的应用范围已经超出了其最初的用途，无论在哪里需要可靠的数据报服务。
SIGTRAN 已在RFC 2719中发布，标题为“信令传输框架架构” 。 RFC 2719还定义了信令网关(SG) 的概念，它将公共信道信令 (CCS) 消息从 SS7 转换为 SIGTRAN。 SG 功能可在软交换机等多种网络元素中实现，为现有的公共信道信令网络提供巨大价值，充分利用与 SS7 相关的投资，并提供与 IP 传输相关的成本/性能价值。

## SIGTRAN 协议
SIGTRAN 系列协议包括：
- 流控制传输协议（SCTP）、 RFC 2960 、 RFC 3873 、 RFC 4166 、 RFC 4960 。
- ISDN用户适配 (IUA)、 RFC 4233 、 RFC 5133 。
- 消息传输第 2 部分(MTP) 用户对等适配层 (M2PA)， RFC 4165 。
- 消息传输第 2 部分用户适配层（M2UA）， RFC 3331 。
- 消息传输第 3 部分用户适配层（M3UA）， RFC 4666 。
- 信令连接控制部分（SCCP）用户适配（SUA）， RFC 3868 。
- V5用户适配（V5UA）， RFC 3807 。
- DPNSS / DASS2用户适配 (DUA)， RFC 4129

M2PA提供 SCTP 适配层，用于在 IP 网络上提供 SS7 MTP 信令链路。它在RFC 4165中有指定。 RFC 4165第 1.9 节描述了M2PA和M2UA之间的区别
M2UA提供了 SCTP 适配层，用于在 IP 网络上无缝回传 MTP 2 级用户消息和服务接口。它在RFC 3331中有指定。
M3UA提供 SCTP 适配层，用于在 IP 网络上无缝回传或对等传输 MTP 3 级用户消息和服务接口。它在RFC 4666中有指定。
SUA提供 SCTP 适配层，用于跨 IP 网络无缝回传或对等传输信令连接控制部分用户消息和服务接口。它在RFC 3868中有指定。
流控制传输协议为 SIGTRAN 用户适配层消息在 IP 网络上的传输提供了协议。它在RFC 3873 、 RFC 4166和RFC 4960中有描述。
IUA提供 SCTP 适配层，用于在 IP 网络上无缝回传Q.921 （页面存档备份，存于）用户消息和服务接口。它支持的一些用户是Q.931和QSIG 。 它在RFC 4233中有指定。
V5UA提供了 SCTP 适配层，用于在 IP 网络上无缝回传 V5.2 用户消息和服务接口。它是IUA的一个变体，在RFC 3807中有指定。
| SS7协议 |      |      |  |      |      |  |      |      |  |      |      |      | 短链氯化石蜡 | 短链氯化石蜡 |  |      |      |  |      |      |
| ------- | ---- | ---- |  | ---- | ---- |  | ---- | ---- |  | ---- | ---- | ---- | ------------ | ------------ |  | ---- | ---- |  | ---- | ---- |
| SS7协议 | V5.2 | V5.2 |  | MTP3 | MTP3 |  | MTP3 | MTP3 |  | ISP  | ISP  |      | TCAP         | TCAP         |  | DSS1 | DSS1 |  | TCAP | TCAP |
| SIGTRAN | V5UA | V5UA |  | M2UA | M2UA |  | M2PA | M2PA |  | M3UA | M3UA | M3UA | M3UA         | M3UA         |  | IUA  | IUA  |  | SUA  | SUA  |

1. ↑  (Russell 2002，第456頁)
2. ↑  (Russell 2002)
3. ↑  (Dryburgh 2004，第444頁)